# Эмилио, Лусиано
Лусиано Эмилио (родился 12 декабря 1978 года в Илья-Солтейре) — бразильский футболист, нападающий.

## Карьера игрока

### Ранняя карьера
Эмилио начал играть в профессиональный футбол в возрасте 16 лет в 1995 году с клубом «XV ноября Пирасикаба» из Лиги Паулиста. В следующем сезоне он перешёл в «Рио-Бранко Американа», другую команду Лиги Паулиста.
В 1997 году Эмилио подписал контракт с «Кёльном» из немецкой Бундеслиги. Он выступал за молодёжный состав и, наконец, прошёл путь до основной команды, за которую сыграл несколько матчей. В 1999 году Эмилио перешёл в «Алемания Ахен», команду из Второй Бундеслиги.

### Гондурас и Мексика
В 2001 году Лусиано Эмилио вернулся в Бразилию, чтобы играть за «Униан Барбаренсе». После недолгого пребывания в клубе Эмилио перешёл в чемпионат Гондураса по футболу играть за «Реал Эспанья». Он быстро зарекомендовал себя в качестве ключевого игрока и дважды становился лучшим бомбардиром лиги в 2003 и 2004 годах. Он помог «Реал Эспанье» выиграть Апертуру в 2003 году. В 2004 году Эмилио перешёл в другую гондурасскую команду, «Олимпия Тегусигальпа». Эмилио стал лучшим бомбардиром в Апертуре 2004 года с «Олимпией».
В 2005 году Эмилио успешно играл в Мексике, подписав контракт с клубом из второго мексиканского дивизиона, «Керетаро», он помог команде выиграть Клаусуру 2005, забив 10 голов в том сезоне. После пребывания в течение короткого времени с «Керетаро» Эмилио вернулся в «Олимпию» в 2005 году и привёл клуб к чемпионству в Апертуре 2005 и Клаусуре 2006 года, в ходе которой он в очередной раз стал лучшим бомбардиром. В 2006 году Эмилио забил восемь голов в Клубном кубке UNCAF, этого было достаточно, чтобы вывести команду в Кубок чемпионов КОНКАКАФ 2007. По иронии судьбы, Эмилио играл против «Олимпии» в Кубке чемпионов КОНКАКАФ со своим новым клубом, «Ди Си Юнайтед».

### MLS
Он подписал контракт с «Ди Си Юнайтед» 16 января 2007 года, как Старший международный игрок после завершения своего второго пребывания в гондурасском клубе «Олимпия». Эмилио дебютировал за «Юнайтед» в матче Кубка чемпионов КОНКАКАФ против «Олимпии», забив гол в Тегусигальпе и сделав дубль в ответном матче в Вашингтоне, в итоге была зафиксирована победа «Юнайтед» со счётом 7:3. Он забил четвёртый гол в ворота «Гвадалахары» в первом матче полуфинала Кубка КОНКАКАФ.
В конце своего первого сезона с «Ди Си Юнайтед» Эмилио и его команда получили MLS Supporters' Shield, награду за наибольшее количество очков в общем зачёте сезона. В сезоне MLS 2007 года Эмилио забил 20 голов и выиграл Золотую бутсу MLS, 14 ноября 2007 года его признали самым ценным игроком MLS, а три дня спустя — новичком года.
Неуверенно начав сезона 2008 года, Эмилио 14 июня сделал свой первый в MLS хет-трик в игре против «Нью-Йорк Ред Буллз».
Хотя изначально его контракт не выходил за разрешённый в лиге предел, позднее он получил повышение заработной платы, тем не менее клубам разрешено иметь несколько игроков с зарплатами вне предела, установленного лигой.
В августе 2009 года Эмилио получил грин-карту на постоянное место жительства в США и уже не считался легионером «Ди Си Юнайтед».
Эмилио отклонил предложение нового контракта с «Ди Си Юнайтед» по причине значительно более низкой зарплаты. Позже он присоединился к своему бывшему клубу «Рио-Бранко», но 28 апреля 2010 года Эмилио подписал трёхмесячный контракт, чтобы вернуться в бывший клуб, «Ди Си Юнайтед». Он был уволен «Юнайтед» по истечении этого краткосрочного контракта.

### Поздняя карьера
В августе 2010 года он присоединился к уругвайскому клубу «Данубио», который играл в Примере Уругвая.
Лусиано Эмилио вернулся в Мексику, чтобы играть за «Торос Неса» из Второго дивизиона Мексики, начиная с Клаусуры 2011 года.